# SmartMedia

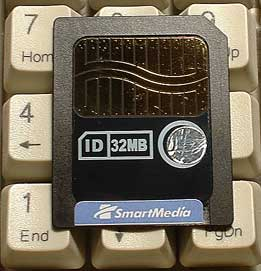
一张容量32MB的SmartMedia闪存卡（置于键盘上以比较大小）

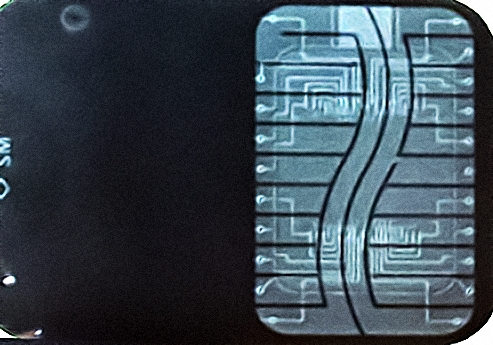
SmartMedia卡的透视图

SmartMedia，簡稱SM卡，是一种快闪存储器。在1995年夏，由东芝公司推出，以與MiniCard、CompactFlash和PC card等存储卡标准競爭。最早它被命名为「固态软盘卡」（SSFDC, Solid State Floppy Disk Card），并被视为软磁盘的替代者。

## 概要
存储卡现在被用在数码相机、数码播放器、PDA等设备上，SmartMedia卡是在一小片塑料卡上嵌入一块NAND闪存EEPROM芯片（通常其他高兼容性卡会含有多块芯片）。它曾是最轻薄的存储卡之一，仅有0.76毫米厚，与其它存储卡格式相比，也能很好的性价比，但它仅仅是将存储芯片封装起来，自身不包含控制电路，这一特性导致很大的麻烦，因为较老的设备必须升级固件才能支持大容量SM卡。 
SmartMedia卡根据工作电压分为两种格式，5 V和3.3 V（有时也被标为3 V），两种的分装样式是几乎相同的，只是在卡背面的缺口处作了不同的标记，以及卡片上的大斜角在不同边，以便让读卡设备启动正确的工作电压。

## 沒落
SmartMedia卡曾是数码相机普遍支持的存储格式，并在2001年左右达到了它的高峰，当时差不多占据了50%的市场份额。主要是富士和奥林巴斯（Olympus）力挺。之后这一格式开始出现了问题，例如没有128MB以上容量的SM卡，数码相机尺寸不断缩小而SmartMedia卡的尺寸相对而言太大了。另一个打击是奥林巴斯转而支持SD卡。如今SM卡的忠实拥护者奥林巴斯与富士也改弦更张联合推出了xD卡，虽然SM卡不会很快从市场消失，但其市场表现已呈龙钟之态，不会再有更多新的设备支持它。
曾经有过传闻会推出256MB容量SM卡，相应的技术标准也已经公布，但大于128MB容量的SmartMedia卡从未问世，部分较老型号的产品如果不升级固件也无法支持32MB以上容量的SM卡。这两个因素加速了SM卡的消亡。
东芝和三星仍然在为现有的设备生产SmartMedia卡（最大至128MB），还授权其他的一些存储卡制造商如Lexar和Sandisk生产。这一格式相比其他而言最大的好处是通过一个名为FlashPath的转换器，可以在标准的3.5英寸软盘驱动器内使用任何容量的SM卡。

## 相容性
尽管SM卡结构简单可以做得很薄，在便携性方面优于CF卡，但相容性差是其致命之伤，早期出产的数位相机等使用它的设备往往不支持新的大容量存储卡，不同的设备的数据存取方式也可能不相同，例如，一张SM卡一旦在MP3播放器上使用过，数位相机就可能不能再读写。另外早期的SM卡的工作电压为5V，后来4MB以上的SM均工作于3.3V，5V的SM插入3.3v的插槽仅仅是不能用，反之，3.3V的SM卡插入5V的插槽，则会将卡烧毁。决定电子产品成本的关键因素往往不是材料成本与生产工艺，而是产品批量。尽管从生产的角度SM卡应该是最便宜的，但由于SM卡的种种不足，使用SM卡的数码相机越来越少，导致SM卡的价格不低反高。
曾经有过外置的xD-Picture卡转接至SmartMedia接口的转接装置，这样可以使xD卡用在SM插槽上，不过仍然有容量限制（通常是128MB或256MB）。而且这个装置对SM读卡器的相容性並不理想。

## 相關資料
- SDHC
- RS-MMC卡
- CF卡
- 微型硬碟
- XD卡
- SD卡